# Pascual Marquina Narro
Pascual Marquina Narro (Calatayud, Zaragoza, 16 mei 1873 – Madrid, 13 juli 1948) was een Spaans componist en dirigent. Hij is de oudere van de muzikale gebroeders Ernesto Marquina Narro, componist, dirigent en hoornist, en Rafael Marquina Narro, die later trompettist was in de Banda Municipal de Madrid.

## Levensloop
Hij werd geboren in een muzikale familie. Zijn vader, Santiago Marquina Redrado, was dirigent van verschillende banda's, onder andere van de Banda Musical de la Unión Bilbilitana, de Banda de Música de Tobé, de Banda de música de Maluenda en de Banda de Música de Torrella. Zijn eerste muzieklessen kreeg hij van zijn vader en hij werd op 7-jarige leeftijd al lid van de Coro de Infantes de la Basílica del Santo Sepulcro, die onder leiding stond van Ildefonso Pardos. Op 9-jarige leeftijd speelde hij de dwarsfluit in de Banda Musical de la Unión Bilbilitana. Op 15-jarige leeftijd schreef hij zijn eerste compositie, een werk voor tenor en orgel, getiteld Osarum. Hij werd dirigent van de Banda de Música de Daroca op 17-jarige leeftijd. Op 19-jarige leeftijd werd hij ingelijfd als militair en werd hij lid van de Banda del Regimiento Luchana in Barcelona.
Eveneens studeerde hij aan het Conservatorio Superior Municipal de Música Barcelona compositie en harmonie onder andere bij José María Varela Silvari (1848-1926), Martínez Sorolla en Bonet. In 1901 werd hij dirigent van de Banda de Música del Regimiento de Cazadores de Llerena en later in 1916 van de Banda de Música del Segundo Regimiento de Ingenieros de Zapadores in Madrid en gaf met dit orkest veel concerten in binnen- en buitenland.
In 1904 begon hij toneelwerken te componeren om het muzikale publiek in Madrid te imponeren. In 1914 werd hij dirigent aan het Teatro de la Zarzuela. Hij was ook 18 jaar artistiek leidder van de grammofoonplatenmaatschappij «La Voz de su Amo».
Hem werd het Kruis van de Victoriaanse Orden van het Verenigd Koninkrijk toegekend voor een compositie, waar hij de thema's van de Spaanse Marcha Real en het Engelse volslied  God save the Queen in zijn werk verwerkte ter gelegenheid van de bruiloft van Koning Alfons XIII van Spanje en prinses Victoria Eugénie van Battenberg. Verder werd hij onderscheiden met het Placa y Cruz de San Hermenegildo, Cruz del Mérito Militar en het Cruz del Rif.
Hij is ook de componist van de «rey del pasodoble» (Koning van de paso-doble), de welbekende España cañí, die oorspronkelijk als El patronista Cañí gecomponeerd werd. In Cartagena en Calatayud is een straat naar hem genoemd.

## Composities

### Werken voor banda (harmonieorkest)
- 1905 Recreo Salamanca, wals
- 1906 Bodas reales, marcha militar
- 1907 ¡Viva la Jota!, paso-doble
- 1909 La toma del Gurugú, marcha militar
- 1909 Maricusa, wals
- 1909 Cazadores de Llerena, paso-doble
- 1910 De guardia, paso-doble
- 1913 La regolvedora, jota
- 1913 ¿Entre puente y puente?, wals-jota
- 1915 La Marcha de la Alegría (Marcha del Batallón Infantil)
- 1917 El 2º de Zapadores, marcha militar
- 1917 Nacional (dedicado al torero bilbilitano Ricardo Anlló Orrio "Nacional I")
- 1918 Gitanazo, paso-doble
- 1921 Escena Anduluza, sinfonía
- 1922 Rosa de fuego, tango
- 1922 Vals en sol mayor
- 1922 Procesión de Semana Santa en Sevilla, marcha procesional
- 1924 Rubores (¡Viva Calatuyud!), paso-doble
- 1925 Escena andaluza, paso-doble
- 1925 Ecos españoles, paso-doble
- 1925 España cañí
- 1927 Los caracoles, paso-doble
- 1927 Lanceros de la reina
- 1928 Brisa de Málaga, paso-doble
- 1928 Solera fina, paso-doble
- 1928 La canción de España, paso-doble
- 1929 Amontillado Fino, paso-doble
- 1930 Oviedo, paso-doble
- 1931 Joselito Bienvenida
- 1931 Gitana de Albaicín, paso-doble
- 1932 Er picaó, paso-doble
- 1934 Alegrías, paso-doble
- 1934 Claveles de Granada, paso-doble
- 1934 Himno a Daroca, voor zang en banda (harmonieorkest)
- 1934 Himno a la Virgen de la Peña, voor zang en banda (harmonieorkest)
- 1935 Cortijo sevillano, paso-doble
- 1935 Estampa aragonesa, paso-doble
- 1935 España y toros, paso-doble
- 1936 Civilón, paso-doble
- 1936 Cielo español, paso-doble
- 1936 Hermanas Palmeño, paso-doble
- 1936 Saviñán, paso-doble
- 1946 ¡Viva Aragón, que es mi tierra!, paso-doble
- Alegría del vivac, suite
- Cielo Andaluz, paso doble[1]
- Himno a la bandera española
- La bandera legionaria
- Los de Ricla

### Muziektheater
- 1928 El candil del rey, operette - (samen met: Miguel Mihura en Ricardo González)

(Zarzuelas)
- 1904 El Tejemaneje
- 1904 La última copla,  - libretto: José Jackson Veyan en Jesús de la Plaza
- 1905 Academia modelo, (samen met: Luis Foglietti)
- 1905 Consueliyo, 1 acte (samen met: Pedro Córdoba) - libretto: Celestino León en Manuel Falcón
- 1905 La Marujilla, 1 acte (samen met: Arturo Saco del Valle) - libretto: José Jackson Veyan en Fernandez Cuevas y Sabau
- 1905 Perico, el jorobeta,1 acte, (samen met: Eduardo Fuentes) - libretto: Manuel Fernandez Palomero en Antonio Lopez Laredo
- 1905 El Trianero,1 acte, (samen met: Pedro Córdoba) - libretto: Juan Tavares en Antonio López
- 1906 La Reina del tablao, 1 acte - libretto: Antonio Fernandez Cuevas en José Garcia Ontiveros
- 1907 El Barón de  la Chiripa
- 1907 Las Siete cabrillas, (samen met: Tomás Borrás)
- 1908 Los Gatos
- 1909 Los cabezudos, 1 acte (samen met: Luis Foglietti) - libretto: Manuel Mora en José Gamero
- 1909 ¡Cuentan de un sabio que un día!, 1 acte (samen met: Tomás Barrera) - libretto: Antonio Soler en Manuel Fernández Palomero
- 1909 Los Cabezudos
- 1909 La Ola negra
- 1910 El dulce himeneo, 1 acte - libretto: Antonio Soler en Manuel Fernández Palomero
- 1911 Sangre y Arena, 1 acte (samen met: Pablo Luna) - libretto: Gonzalo Jover en Emilio González del Castillo naar een novell van Vicente Blasco Ibáñez
- 1912 El banderín de la cuarta, (samen met: Luis Foglietti) - libretto: Manuel Fernández Palomero
- 1913 El tren de lujo, 1 acte, (samen met: Celestino Roig) - libretto: Miguel Mihura en Ricardo González del Toro
- 1913 El Niño castizo,  (samen met: Luis Foglietti)
- 1914 El chavalillo, 3 scenes (samen met: Enrique Bru) - libretto: Antonio Velasco, Enrique Paradas en Joaquín Jiménez
- 1914 Casa del Sultán
- 1914 La Trianera ,(La cantaora de tablao), (samen met: Manuel Faixa)
- 1914 El Soldado de cuota, (samen met: Luis Foglietti)
- 1914 Los Traperos de Madrid, (samen met: Luis Foglietti)
- 1914 El querer de una gitana, 1 acte (samen met: Manuel Quislant) - libretto: Manuel Fernández Palomero
- 1915 Las Abejas del amor
- 1915 La Alegría de la casa
- 1915 La Giocconda
- 1915 Hace falta una mujer
- 1915 La Niña curiosa
- 1915 El Pañolón de Marina, (samen met: Cayo Vela)
- 1916 La Granja   de los amores
- 1916 La Triste y escacharrada
- 1917 A ver que pasa
- 1918 Lo que a usted no le importa, (samen met: José Cabas Quiles)
- 1918 Madrid a oscuras
- 1918 Señoras garantizadas
- 1920 Palacio de ensueño
- 1921 La Alegría de las mujeres
- 1924 Lisbeth
- 1925 Santa María del Mar, (samen met: Cayo Vela) - libretto: Luis Pascual Frutos en Luis Manegat
- 1925 Sol y caireles, (samen met: José Padilla) - libretto: Manuel Fernández Palomero
- 1926 La bandera legionaria, - libretto: Manuel Fernández Palomero
- 1928 Madrid Charlestón
- L'hivern,  (samen met: Enrique Morera)
- La Golferancia

### Vocale muziek
- 1888 Osarum, voor tenor en orgel
- 1920 Amor y olvido, canción
- 1927 Pelucona señorona (canción). Estrenada en el "Festival Goya" de Calatayud
- 1933 Tongorongo y Palabritas, canciones antillanas
- 1934 Ana Rosa, canción - (Dedicada al tenor aragonés Juan García)
- Esperanza Iris
- Carmen Flores
- La Goya
- Pastora Imperio
- Silverio, voor zang en piano - tekst: Emilio Guillen Pedemonti

### Werken voor koor
- 1928 Himno de la Unión de Radioyentes Españoles
- Los de Ricla

### Werken voor piano
- 1904 Penas andaluzas (capricho para piano)

## Publicaties
- Dean Robert Canty: A study of the pasodobles of Pascual Marquina - including a brief history of the Spanish pasodoble and specific analysis of the pasodobles of Marquina.... University Microfilms International, University of Texas at Austin. 1985.
- A. Sagardía Sagardía: El compositor aragonés Pascual Marquina in: «Cuadernos de Zaragoza» n. 39, Zaragoza. 1979.
- J. Martín Domingo, Enrique García Asensio: Maestros del pasodoble [Grabación sonora] / Pascual Marquina, J. Martín Domingo. Madrid. Radiotelevisión española, 1995.

## Media
1. ↑  Cielo Andaluz door Banda de Música Ateneu Musical i Cultural de Albalat de la Ribera (Valencia)

- Bibsys: 14051358
- Biblioteca Nacional de España: XX838595
- Bibliothèque nationale de France: cb140508526 (data)
- CiNii: DA09845070
- Gemeinsame Normdatei: 1047956276
- International Standard Name Identifier: 0000 0000 6639 519X
- Library of Congress Control Number: n92033097
- Nationale Bibliotheek van Letland: 000158540
- MusicBrainz: 3dcd1544-1559-417c-9481-6a88b8fb8dd3
- Nationale Bibliotheek van Tsjechië: xx0100619
- Nationale bibliotheek van Australië: 57826310
- Nationale Bibliotheek van Israël: 987007332100405171
- Nederlandse Thesaurus van Auteursnamen: 074924915
- Réseau des bibliothèques de Suisse occidentale: 02-A014043058
- Istituto Centrale per il Catalogo Unico: CFIV206470
- Système universitaire de documentation: 183417402
- Virtual International Authority File: 61749160
- WorldCat: E39PBJd8bhDXmJCvmGtKfG9FKd